# Estación de Flawil
La estación de Flawil es la principal estación ferroviaria de la comuna suiza de Flawil, en el Cantón de San Galo.

## Historia y situación

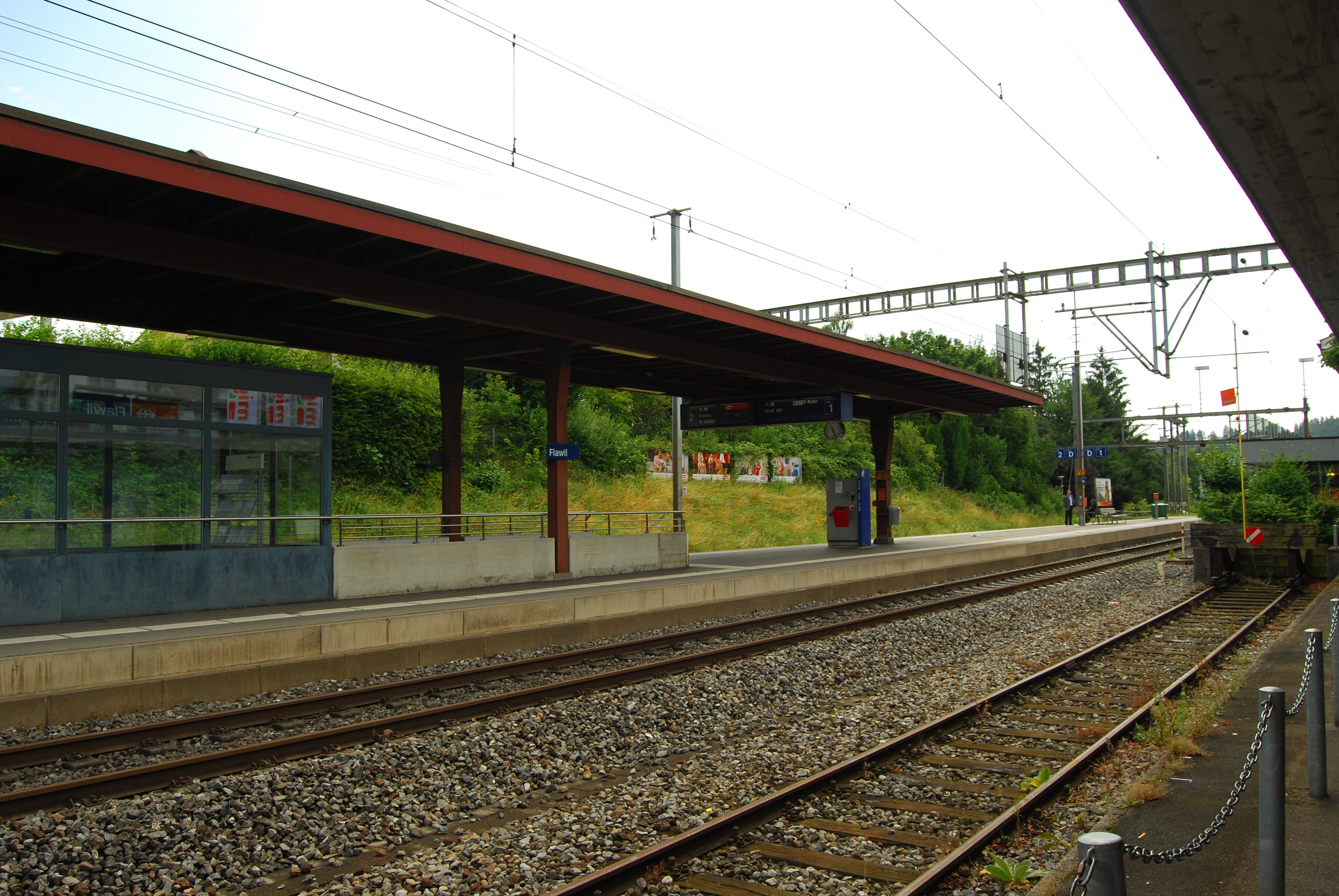
Andén de la estación de Flawil

La estación de Flawil fue inaugurada en el año 1855 con la puesta en servicio del tramo Wil - Flawil de la línea Wil - San Galo. En 1856 se completó la línea hasta San Galo.
El edificio actual es de nueva construcción.
Se encuentra ubicada en el borde noreste del núcleo urbano de Flawil, cuenta con un único andén central y dos vías pasantes, aunque en la parte noroeste de la estación existe un haz de vías que eleva a cuatro el número de estas. 

### Larga distancia
- ICN San Galo - Gossau - Wil - Winterthur - Zúrich-Aeropuerto - Zúrich - Aarau - Olten - Soleura - Biel/Bienne - Neuchâtel - Yverdon-les-Bains - Lausana/Morges - Nyon - Ginebra-Cornavin - Ginebra-Aeropuerto. Servicios esporádicos, que pasan a primera hora de la mañana o por la noche en cada sentido.

- IC San Galo - Gossau - Flawil - Uzwil - Wil - Winterthur - Zúrich-Aeropuerto - Zúrich - Berna - Friburgo - Lausana - Ginebra-Cornavin - Ginebra-Aeropuerto. Servicios cada hora por cada dirección.

### S-Bahn San Galo
Hasta la estación llegan un par de líneas de la red de cercanías S-Bahn San Galo:
- S 1 Altstätten - Rorschach – San Galo - Gossau - Flawil - Uzwil - Wil. Los trenes circulan cada hora en ambos sentidos, aunque en determinadas franjas de mayor demanda, la frecuencia se reduce hasta la media hora.
- S N San Galo - Romanshorn/St. Margrethen/Wil. Línea nocturna que solo opera las noches de viernes y sábados.
- También parte a primera hora de la mañana un tren de la línea S, que hace el recorrido San Galo - Gossau - Flawil - Uzwil - Wil - Winterthur - Zúrich-Aeropuerto - Zúrich-Oerlikon.

La red de cercanías S-Bahn San Galo será ampliada en el año 2013.